# جوندیا (ریو گراند دو نورته)
جوندیا (به پرتغالی: Jundiá) یک منطقهٔ مسکونی در برزیل است که در ریو گرانده شمالی واقع شده‌است. جوندیا ۳٬۹۲۲ نفر جمعیت دارد.